# Scafati Basket 2005-2006

## Roster
| Giocatori |
| --------- |

|    | Naz.                                       | Ruolo | Sportivo              | Anno | Alt. | Peso |  |
| -- | ------------------------------------------ | ----- | --------------------- | ---- | ---- | ---- |  |
| 4  | Croazia (bandiera)                         | C     | Ante Grgurević        | 1975 | 198  | 103  |  |
| 6  | Stati Uniti (bandiera) · Italia (bandiera) | AG    | Joel Salvi            | 1978 | 200  | 100  |  |
| 8  | Argentina (bandiera)                       | P     | Lucas Victoriano      | 1977 | 190  | 88   |  |
| 10 | Stati Uniti (bandiera)                     | G     | Darryl Wilson         | 1974 | 185  | 82   |  |
| 11 | Argentina (bandiera) · Italia (bandiera)   | P     | Maximiliano Stanic    | 1978 | 180  | 82   |  |
| 12 | Argentina (bandiera) · Italia (bandiera)   | AP    | Germán Sciutto        | 1978 | 190  | 90   |  |
| 14 | Italia (bandiera)                          | AP    | Simone Flamini        | 1982 | 202  | 88   |  |
| 18 | Stati Uniti (bandiera)                     | C     | Harold Jamison        | 1976 | 204  | 122  |  |
| 19 | Italia (bandiera)                          | AG    | Cristiano Grappasonni | 1972 | 204  | 96   |  |
| 20 | Belgio (bandiera) · Italia (bandiera)      | GA    | Dimitri Lauwers       | 1979 | 187  | 82   |  |

| Staff tecnico                    |
| -------------------------------- |
| Allenatore: Giorgio Valli        |
| Vice-Allenatore: Antonio Petillo |